# Hímera

Mapa de la Sicilia arcaica con la ubicación de Himera, al noroeste de la isla.

Hímera (Himéra) era la más occidental de las ciudades griegas de la costa norte de Sicilia, en la desembocadura del río Hímera, entre Panormo y Cefaledio (Cefalú). Estuvo en contacto con los fenicios de Solunte y Panormo, sus rivales comerciales.

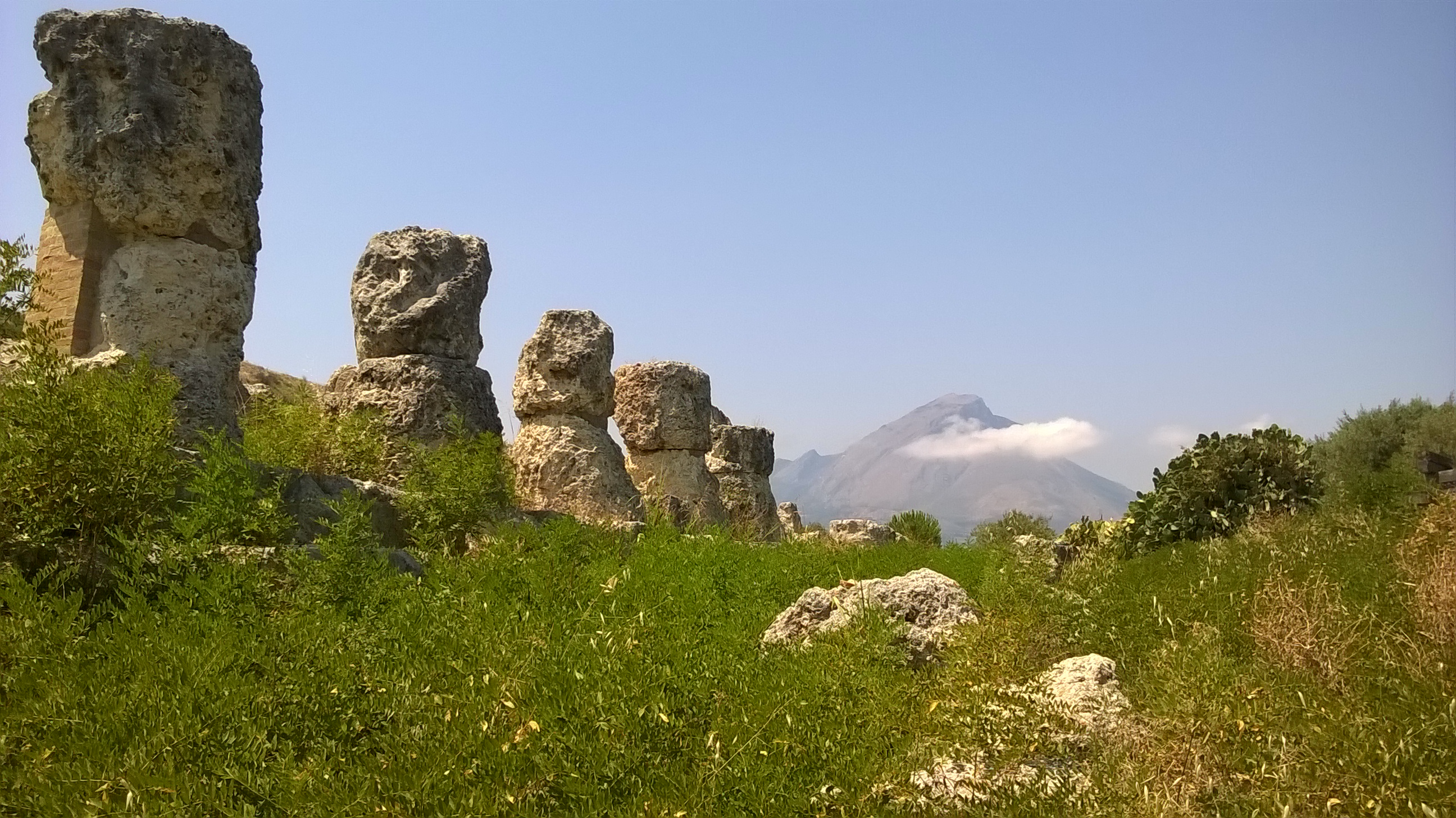
Sitio arqueológico de Hímera.

Se encontraba en una terraza fluvial (altiplanicie de S. Nicola) de unos 75 m de altura junto a la desembocadura del río Hímera ("río grande"). Fue fundada en 648 a. C. por colonos griegos de Zancle, la actual Mesina.

## Orígenes
Era una de las pocas ciudades griegas de la costa norte y la única independiente, ya que Milas dependía de Zancle. Inicialmente Hímera fue colonia de Zancle (ciudad de origen calcídico) pero se establecieron allí también siracusanos exiliados; así que aunque las instituciones de la ciudad eran calcídicas, la lengua era una variante del dórico. Estrabón menciona que los fundadores eran zancleos procedentes de Milas. Diodoro Sículo dice que fue fundada 240 años antes de su destrucción, es decir el 648 a. C.

## Historia
Aristóteles dice que estuvo sometida durante un tiempo al tirano Fálaris de Agrigento (570 a. C.-554 a. C.). El 490 a. C. se refugió allí Escita, tirano de Zancle, cuando fue expulsado de su ciudad. Poco después estuvo bajo el gobierno del déspota Terilo, que para reforzar su poder se alió con Anaxilao, tirano de Regio y Zancle. Pero a pesar de esta alianza, Terilo fue derrocado por Terón, tirano de Agrigento. Terilo huyó y pidió ayuda a los cartagineses. Si es verdad que el ejército cartaginés tenía 300 000 hombres, hay que pensar que el restablecimiento de Terilo era un pretexto para la conquista del resto de la isla (los cartagineses gobernaban en Panormo y Solos). 
Fue el escenario de una memorable victoria sobre los cartagineses en el 480 a. C. en la que Terón de Agrigento y Gelón de Siracusa derrotaron al general cartaginés Amílcar Magón, en la famosa batalla de Hímera, y provocaron una gran mortandad, hasta el punto de que los griegos de Sicilia la compararon con la batalla de Salamina y se difundió el rumor de que las dos batallas se habían librado el mismo día.
Terón delegó el gobierno de Hímera a su joven hijo Trasideo; este fue opresivo y alienó la voluntad del pueblo; los nobles locales pidieron ayuda a Hierón de Siracusa, que en aquel momento era hostil a Terón, que estaba en Agrigento. Pero Hierón, en lugar de ayudarles, ofreció un tratado a Terón, por el que le amenazó con la conquista de Hímera si no accedía. Terón accedió pero se vengó con los ciudadanos de Hímera, e hizo matar a un gran número y a otros los envió al exilio. Como esto vació la ciudad intentó restaurarla reclutando colonos de Sicilia, pero la mayoría serían dorios (476 a. C.); los nuevos colonos y los antiguos habitantes se llevaron bien, pero desde entonces Hímera fue una ciudad doria, adoptó instituciones dorias, y siguió la política de las otras ciudades dorias de la isla. La fecha en que sucedió esto no es segura, ya que Diodoro fija el 476 a. C. (Olimpíada LXXVI),  pero también dice que la colonia subsistió 58 años hasta su destrucción por los cartagineses, pero como esta destrucción fue en el 408 a. C. debería de haber dicho 68 años. A Terón lo sucedió en Agrigento e Hímera su hijo Trasideo, pero bien pronto fue expulsado de ambas ciudades por Hierón I de Siracusa.
En el 466 a. C. los himerios enviaron una fuerza para ayudar a Siracusa contra Trasíbulo, y poco después, durante la paz general, los exiliados pudieron volver a la ciudad. Diodoro dice que en el período que siguió no hubo discordias civiles en la ciudad. 
En el 415 a. C., con la expedición de los atenienses, Hímera fue de las primeras en dar soporte a Siracusa. Cuando Nicias se presentó con la flota ateniense en Hímera la ciudad rehusó recibirlo; poco después desembarcó en Hímera Gilipo y desde allí fue por tierra hasta Siracusa con una fuerza que en buena parte era de ciudadanos himerios.
En el 408 a. C. se produjo la gran expedición cartaginesa a Sicilia, teóricamente para ayudar a Segesta contra su rival Selinunte; después de la destrucción de esta última ciudad, el jefe de la expedición y nieto de Amílcar, Aníbal Magón, tomó cumplida venganza y la ciudad fue destruida en 409 a. C. 
Hímera disponía de pocas defensas y sus murallas eren endebles; la resistencia fue desesperada y causó muchas bajas a los cartagineses; los himerios disponía de una fuerza de cuatro mil siracusanos auxiliares dirigidos por Diocles, pero este general, atemorizado por la futura suerte de Siracusa, abandonó la ciudad dejándola sola ante los cartagineses. Finalmente la ciudad fue ocupada por asalto y parte de sus ciudadanos fueron ejecutados y unos tres mil prisioneros fueron también muertos a sangre fría por orden de Aníbal como sacrificio a la memoria de su abuelo Amílcar. La ciudad fue destruida, y los edificios arrasados, incluyendo los templos. Diodoro dice que la ciudad ya nunca fue reconstruida.
El 405 a. C. con el tratado de paz, los agrigentinos, los selinuntinos y los himerios fueron autorizados a regresar a sus ciudades, con la condición de pagar tributo a Cartago y no restaurar las fortificaciones, y probablemente los exiliados volvieron, pero según explica Cicerón no se establecieron en la arrasada Hímera sino en una nueva ciudad, Termas, dentro de los límites de su territorio (confirmando lo que dice Diodoro). Hímera es mencionada como una de las ciudades-estado (con capital en Termas) que se declaró aliada de Dionisio I de Siracusa al comienzo de la gran guerra contra Cartago el 397 a. C., pero que en el 396 a. C. volvió a la alianza con Cartago. Termas, según Diodoro, fue fundada por los cartagineses antes del final de la guerra en el 407 a. C., pero eso no es incompatible con que al cabo de los años se establecieran allí los exiliados. Cicerón explica que cuando Escipión el Africano, después de la conquista de Cartago, devolvió a los agrigentinos y a los gelanos las estatuas que los púnicos se habían llevado de sus ciudades, también devolvió a los habitantes de Termas las que se habían llevado de Hímera.
En 314 a. C. Diodoro dice que en el tratado entre Agatocles y los cartagineses, se pactó que Heraclea Minoa, Selinunte e Hímera (es decir Termas) continuarían bajo soberanía de Cartago "como habían estado antes". El nombre de Hímera es repetido también en Pomponio Mela y en Plinio el Viejo y puede ser que Hímera fuera el nombre corriente del estado y Termas el de la capital.
Termas fue denominada Thermae Himerenses o Therma Himeraia y derivaba su nombre de las fuentes de aguas minerales de sus alrededores. Fue una ciudad importante pero siempre sujeta al dominio cartaginés (con pocas y breves excepciones) y después romana.
El 260 a. C. un cuerpo de tropas romanas acampó en sus alrededores y fueron atacados por Amílcar y derrotadas con fuertes pérdidas; antes del final de la guerra la ciudad fue asediada por los romanos y conquistada.
No se conoce por qué los romanos dieron a la ciudad un trato de favor, pero Cicerón dice que el senado devolvió a los termitanos su ciudad y su territorio, con el libre uso de sus leyes como recompensa por su fidelidad; como durante la guerra la ciudad fue aliada cartaginesa y enemiga de Roma, es de suponer que después de la guerra va a pasar alguna cosa que la va hacer fiel.

En tiempos de Cicerón (mitad del siglo I a. C.) era una ciudad próspera, con un comercio activo. En tiempos de Augusto recibió una colonia de veteranos (splendidissimae Coloniae Augustae Himeraeorum Thermitanorum) . Plinio menciona la Thermae colonia que no es seguro si fue esta ciudad o la más pequeña Thermae Selinuntiae, ya que la sitúa en la costa sur. La ciudad es mencionada por Ptolomeo y aparece en los Itinerarios del siglo IV.

## Restos arqueológicos

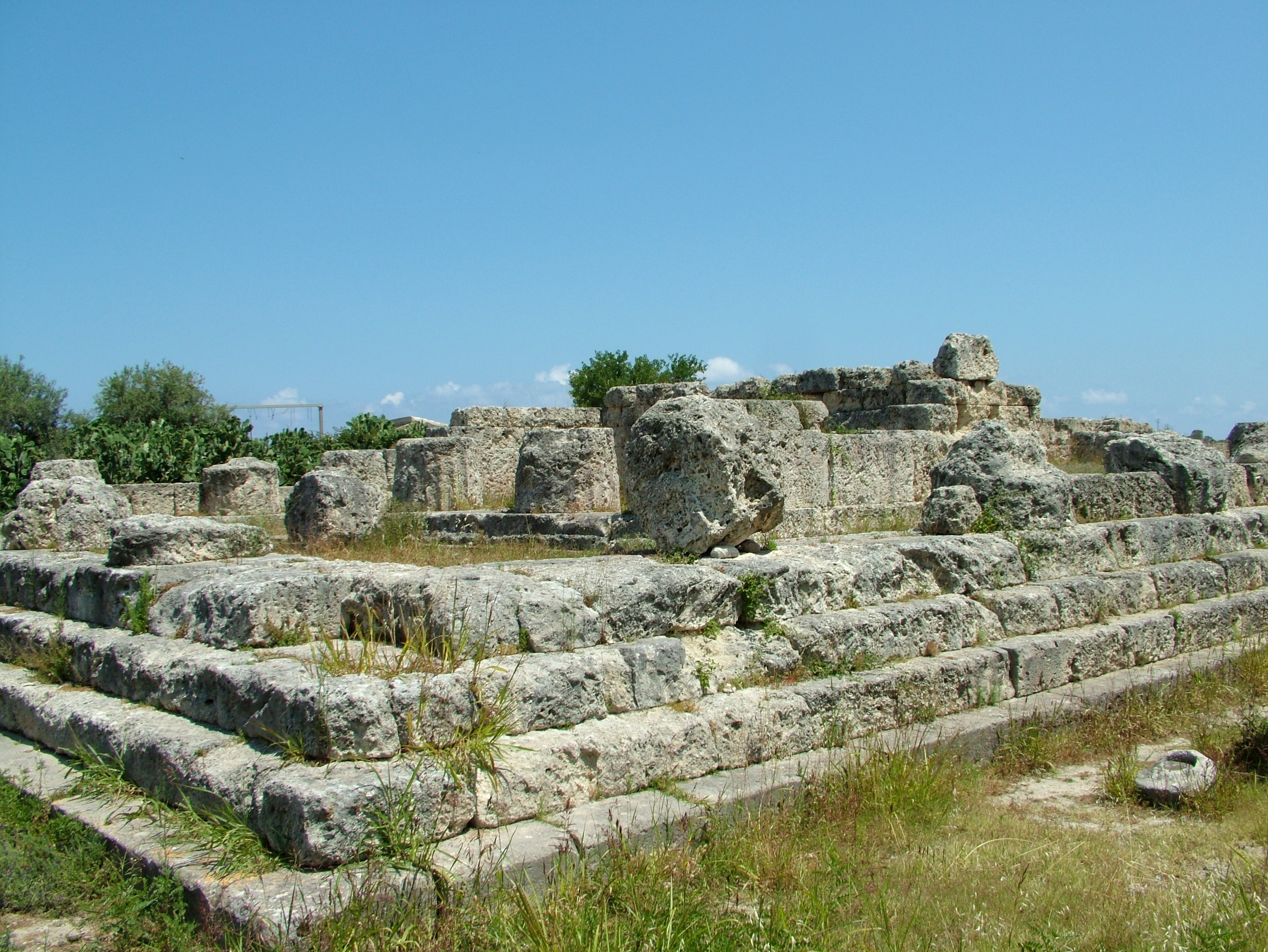
Antiguo templo griego en Himera.

La ciudad permaneció siempre habitada y originó la moderna Termini; quedan restos del período romano, especialmente las antiguas termas que hoy se llaman Bagni di San Calogero. Tomaso Fazello en el siglo XVI aún vio las ruinas de un teatro que después fue destruido totalmente; quedan algunas partes del acueducto y un gran edificio romano que se ignora para qué servía; se han encontrado también muchas esculturas y objetos antiguos.
Si el lugar de Termas está claro, el sitio de la antigua Hímera es dudoso: generalmente se la sitúa a la orilla de la desembocadura del Fiume di Termini que más arriba toma el nombre de Fiume San Lionardo, quedando Termini a un lado e Hímera al otro. Pero es dudoso que este río sea el antiguo río Hímera, y el río correcto sería el Fiume Grande, a unos 15 km de Termini, y en concreto en el sitio de Torre di Bonfornello en la costa, cerca de la desembocadura) donde se han encontrado vasos, jarras y otros objetos antiguos y numerosos sepulcros.
La única ruina reconocible de la ciudad es el Tempio della Vittoria (Templo de la Victoria), una estructura dórica supuestamente construida en conmemoración de la derrota de los cartagineses (aunque recientemente algunos eruditos dudan de esta hipótesis). Al sur del templo estaba la necrópolis de la ciudad. La mayoría de los objetos encontrados están en el Museo Archeologico Regionale de Palermo.

## Personas destacadas
Hímera fue el lugar de nacimiento del poeta Estesícoro, que participó en la política de su ciudad (su estatua estaba en Termas en tiempos de Cicerón); Ergóteles, que ganó un premio en los juegos olímpicos, era ciudadano de Hímera, pero no nació allí. En Termas nació el tirano Agatocles.